# میمون شب پانامایی
میمون شب پانامایی (نام علمی: Aotus zonalis) نام یک گونه از سرده میمون‌های شب است.